# Dorothee Eberhardt
Dorothee Eberhardt (* 23. Januar 1952 in Memmingen) ist eine deutsche Komponistin und Musikpädagogin.

## Leben
Dorothee Eberhardt wurde bereits als Kind an die Musik herangeführt. Schon früh erhielt sie Akkordeon- und Klavierunterricht. Etwas später wurde der Unterricht auf Saxophon und Klarinette ausgeweitet. Nach ihrem Abitur studierte sie an der Julius-Maximilians-Universität Würzburg und der Eberhard Karls Universität Tübingen Orientalistik, Philosophie und Griechisch und schloss ihr Studium 1979 mit der Promotion ab.
Sie ging 1980 nach London und studierte dort Musikwissenschaft, Komposition (bei Antonín Tučapský) und Klarinette an der Universität und dem Trinity College of Music. Bereits dort arbeitete sie freiberuflich für Musikverlage.
Nachdem sie die Studien abgeschlossen hatte, arbeitete sie in London als Komponistin und Musikpädagogin. Seit 1992 lebt sie bei München.

## Werke

### Für Instrument(e)
Klaviermusik
- Time Changes I–III (1989–90)
- Chamäleon (1990, vierhändig)
- Schräge Vögel (1992/93, für zwei Klaviere)
- Schräge Vögel (1995)
- Quattro (1996, vierhändig)
- Das Kaninchen – melancholisch (2010)
- Quad (2018, vierhändig)

Kammermusik
- Für Georg (1983/2004) für Klarinette und Klavier
- Für Julia (1983/2004) für Flöte und Klavier
- Steps I–V (1987/1990) für Violine und Violoncello
- Intrada (1996) für Blechblasquintett
- Sempre (1997) für Violine, Oboe (Englischhorn) (oder Klarinette in A) und Klavier
- Phlox (1997/98) für Flöte und Altflöte
- Klaviertrio Nr. 1 (1998)
- Sträusse (1999/2000) für Violine, Klarinette in B, Violoncello und Klavier
- Campion (2000) für Bassklarinette in B (oder Klarinette in B) und Klavier
- Syringa (2001) für Violine und Klavier
- Salamanca (2001) für Klarinette in B solo (Flöte solo)
- Klaviertrio Nr. 2 (2002)
- Streichquartett Nr. 2 (2003)
- Kinemata (2003–2004) für Streicher, Flöte, Klarinette und Perkussion
- Pas de deux (2004) für Klarinette und Klavier
- Träume (2004/2006) für Flöte und Klavier
- Sextett (2005) für Flöte, Klarinette, Violine, Violoncello, Klavier und Perkussion
- Pasitos (2005) für Klarinette und Klavier (und Meerestrommel)
- Klaviertrio Nr. 3 (2006)
- Taviv Trazom (2006) für Klarinette und Streichquartett (Der Titel ist ein Anagramm für „Mozart Vivat“)
- Xenon Phi (2007) für zwei Flöten (Altflöte) und Klavier
- Streichquartett Nr. 3 (2007/11)
- Streichquartett Nr. 4 (2008)
- Terra Nea (2009/2013) für Violine und Klavier
- Orion für Violoncello und Klavier (2010)
- Klaviertrio Nr. 4 (2010). UA 10. Oktober 2010 München (Gasteig, Kleiner Konzertsaal). Gertrud Schilde (Violine), Michael Weiss (Violoncello), Eva Schieferstein (Klavier)
- Notos (2010) für Violine, Bassklarinette in B und Klavier
- Solar (1995/2011) für Flöte (Altflöte), Violoncello und Klavier
- Táxis (2011) für Flöte und Klavier. UA 19. November 2012 München (Versicherungskammer). Elisabeth Weinzierl-Wächter (Flöte), Eva Schieferstein (Klavier)
- Neon (2012) für Klarinette und Klavier. UA 3. März 2013 München (Gasteig, Black Box). Zoltán Kovács (Klarinette), Eva Schieferstein (Klavier)
- El Conde de Gondomar (2012) für Perkussion solo
- Engel singen (2013) für Flöte solo. UA 8. Dezember 2013 Uttenreuth (Matthäuskirche). Anja Weinberger
- Von Zeit…zu Zeit (2013) für Flöte solo (auch Traversflöte)
- Streichquartett Nr. 5 (2013/2014)
- Kymata (2014/15) für Violine, Horn und Klavier
- Eos (2015) für Flöte und Altflöte (Klarinette in A)
- Juntos (2015/16) für Violine und Bassklarinette
- Zusammen (2015/16) für Flöte (Klarinette in A) und Kontrabass
- Übers Meer (2016) für zwei Flöten oder zwei Saxophone (Sopran & Alt)
- D'Accord (2017) für Akkordeon solo
- Extravaganza (2018) für Flöte (Trompete) und Akkordeon oder Klavier
- Die wilde Insel/villta eyjan (2019) für Flöte, Harfe und Meerestrommel. UA 20. September 2020 München (Schwere Reiter)
- Signale (2019) für Violine und Klavier
- Die ferne Insel (2019/20) für Flöte und Perkussion
- Magma (2020) für Bläserquintett. UA 16. Oktober 2020 London (Janet Craxton Studios)
- We Wish You a Merry Christmas (2020) für Flöte solo. UA 3. Dezember 2020 Würzburg (Augustinerkirche). Anja Weinberger

Konzertante Musik
- Kinémata (2003/04) für Querflöte, Klarinette, Perkussion und Streichorchester
- Translunar (2012/2013) für Klavier und Streichorchester
- Konzert für Klavier und Streichorchester (2012/2013). UA 10. Mai 2014 Fürth (Auferstehungskirche). Sirka Schwartz-Uppendieck (Klavier), Farrenc Orchester

Orchestermusik
- Flux For Orchestra (1986)
- Magpaco (1993/95)
- Gamma (1999)
- Der Runde (2013, für Blasorchester)
- Luminoso (2018/19). UA 28. März 2020 Kempten (Stadttheater), Orchesterverein, Mary Ellen Kitchens (Dirigentin)

### Für Stimme(n)
a cappella
- Gesänge des Nezahualcoyotl (1993) für gemischten Kammerchor a cappella. Texte: Nezahualcóyotl

mit Instrumenten
- Leben eines Mannes (1986) für Sopran und Klavier. Text: Werner Bergengruen
- An einem solchen Morgen (1986) für Sopran und Klavier. Text: Walter Helmut Fritz
- Die Bremer Stadtmusikanten (2003) für Sprechstimme und Klavier (auch: Violine)
- Going Up (2013). Sechs Lieder für Tenor und Klavier. Texte: Clive Wright
- Volkslied aus Nigde (2015) für Mezzosopran und Altsaxophon. Text: Barbara Yurtdaş
- Der Stammbaum (2015) für Mezzosopran und Altsaxophon. Text: Heloïse Ph. Palmer
- Der Sonnengesang (2016) für zwei Soprane, Mezzosopran und Klavier. Text: Franz von Assisi. UA 12. Oktober 2016 München (Künstlerhaus am Lenbachplatz)
  - Der Sonnengesang (2016) für Sopran und Klavier. UA 19. März 2017 Bayreuth (Steingraeber-Haus), Susanne Schmalhofer (Sopran), Helmut Bieler (Klavier)
- Revolte (2016/17) für Sopran, Klavier und Orchester. Text: Michael Herrschel. UA 26. November 2017 Fürth (Auferstehungskirche). Laura Demjan (Sopran), Sirka Schwartz-Uppendieck (Klavier), Farrenc Orchester, Bernd Müller (Dirigent)
- Hexenküche (2017) für Mezzosopran, Altsaxophon, Klavier zu vier Händen und Perkussion. Text: Goethe (aus Faust)
  - Hexenküche a due (2017) für Mezzosopran, Altsaxophon und Perkussionsinstrumente

## Tonträger
- Klavierwerke von Martinez, Auernhammer, Hensel, C. Schumann, Chaminade, Tailleferre, l. Boulanger, Firsova, d. Eberhardt (Label Dreyer)
- Klaviertrio 1 & 2/Sträusse/Sal (Label Ccd)
- Klaviernacht (Klavierwerke von Komponistinnen aus Romantik und Gegenwart) (Label Br)
- Landschaften (Pasitos, Klaviertrio Nr. 3, Xenon Phi, Sextett)
- Kosmos X (Klaviertrio Nr. 4, Terra Nea für Violine und Klavier, Orion für Violoncello und Klavier, Táxis für Flöte und Klavier, Solar für Flöte (Altflöte), Violoncello und Klavier) Label Antes, 2014